# Югова
Югова (пол. Jugowa, нім. Hausdorf) — село в Польщі, у гміні Добромеж Свідницького повіту Нижньосілезького воєводства.
Населення — 420 осіб (2011).
У 1975-1998 роках село належало до Валбжиського воєводства.

## Демографія
Демографічна структура станом на 31 березня 2011 року:
|          | Загалом | Допрацездатний вік | Працездатний вік | Постпрацездатний вік |
| -------- | ------- | ------------------ | ---------------- | -------------------- |
| Чоловіки | 209     | 43                 | 145              | 21                   |
| Жінки    | 211     | 36                 | 121              | 54                   |
| Разом    | 420     | 79                 | 266              | 75                   |